# 豆鉄砲

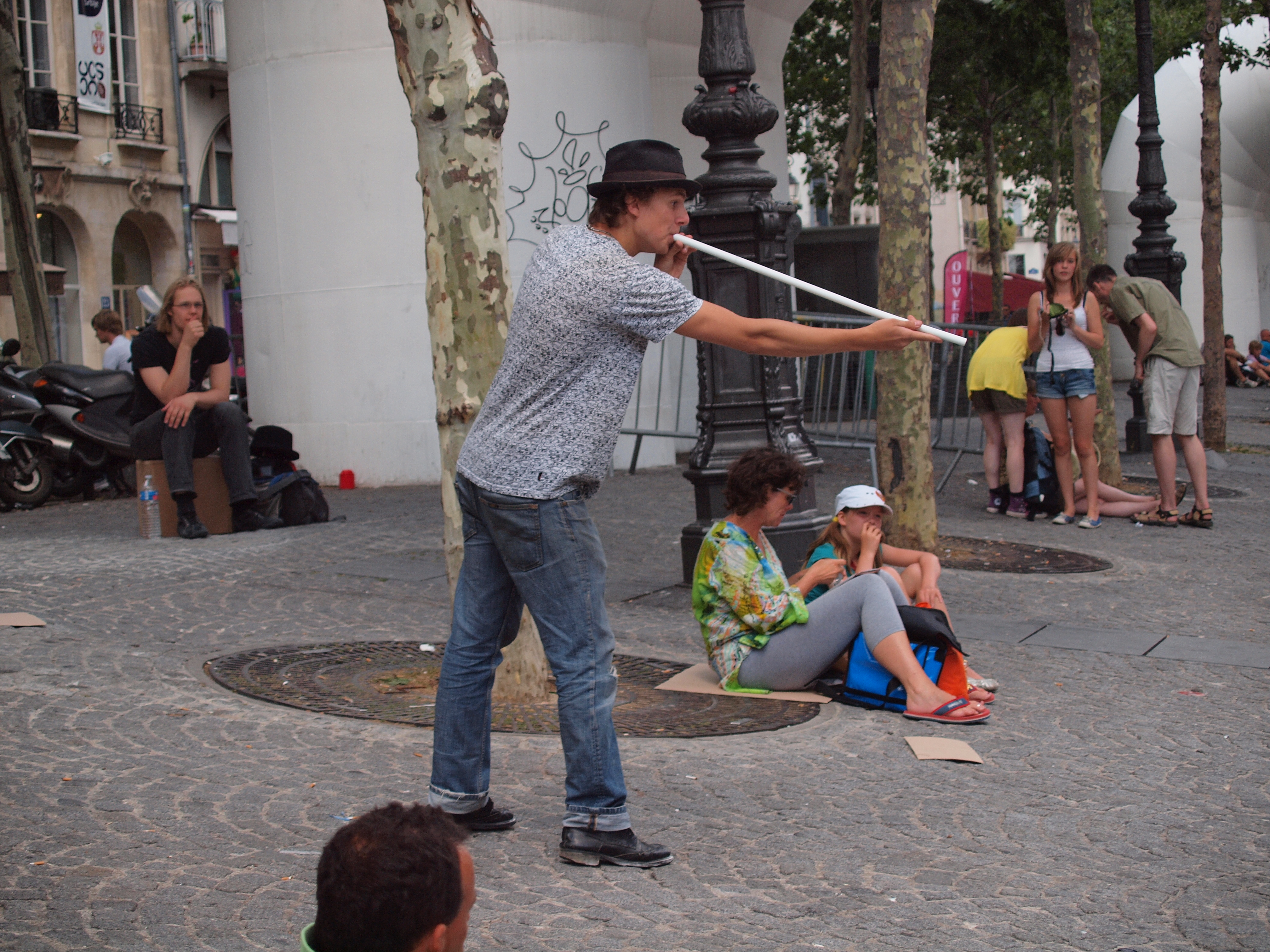
豆鉄砲

豆鉄砲（まめでっぽう）とは、豆や丸めた紙などを弾丸にして撃つ鉄砲に似せた玩具。
日本では一般に竹筒を用いて作成され、筒に息を吹き込んで飛ばすものや、弓状の竹の反動を使って飛ばすものなどがある。
また、威力の弱い火器を指す言葉として用いる場合がある。
イギリスには「世界豆鉄砲射撃選手権」なる毎年の恒例行事が存在する。
鳩が豆鉄砲を食らう（慣用句）
突然の出来事に驚いた様を表す。「鳩が豆鉄砲を食らったような顔」